# Campeonato Mundial de Atletismo em Pista Coberta de 2010 - 400 m feminino
A prova dos 400 metros feminino do Campeonato Mundial de Atletismo em Pista Coberta de 2010 foi disputada entre 12 e 13 de março no ASPIRE Dome, em Doha.

## Recordes
Antes desta competição, os recordes mundiais e do campeonato nesta prova eram os seguintes:
| Tipo                  | Atleta                | Tempo | Local  | Data                |
| --------------------- | --------------------- | ----- | ------ | ------------------- |
|                       | Jarmila Kratochvílová | 49.59 | Milão  | 7 de março de 1982  |
| Recorde do campeonato | Olesya Forsheva       | 50.04 | Moscou | 12 de março de 2006 |

## Medalhistas
| Ouro              | Prata                  | Bronze                |
| Debbie Dunn (USA) | Vania Stambolova (BUL) | Amantle Montsho (BOT) |

## Resultados

### Eliminatórias
Estes são os resultados das eliminatórias. As 22 atletas inscritas foram divididas em quatro baterias, se classificando para as semifinais as duas melhores de cada bateria (Q) mais os quatro melhores tempos no geral (q).
| Bateria 1 | Bateria 1             | Bateria 1 | Bateria 1        |
| Pos.      | Atleta                | Tempo     | Notas            |
| --------- | --------------------- | --------- | ---------------- |
| 1         | USA Debbie Dunn       | 52.24 (Q) |                  |
| 2         | BAH Christine Amertil | 52.50 (Q) |                  |
| 3         | BOT Amantle Montsho   | 52.72 (q) | Recorde nacional |
| 4         | LBR Kou Luogon        | 53.69     |                  |
| DSQ       | SYR Munira Saleh      | 54.53     | Doping           |

| Bateria 2 | Bateria 2              | Bateria 2 | Bateria 2       |
| Pos.      | Atleta                 | Tempo     | Notas           |
| --------- | ---------------------- | --------- | --------------- |
| 1         | CZE Denisa Rosolová    | 52.75 (Q) | Recorde pessoal |
| 2         | USA DeeDee Trotter     | 52.75 (Q) |                 |
| 3         | GUY Aliann Pompey      | 52.76 (q) |                 |
| DSQ       | JAM Bobby-Gaye Wilkins | 52.86 (q) | Doping          |
|           | ALB Klodiana Shala     | DNS       |                 |
|           | ZAM Racheal Nachula    | DNS       |                 |

| Bateria 3 | Bateria 3               | Bateria 3 | Bateria 3        |
| Pos.      | Atleta                  | Tempo     | Notas            |
| --------- | ----------------------- | --------- | ---------------- |
| 1         | RUS Natalya Nazarova    | 53.50 (Q) |                  |
| 2         | BUL Vania Stambolova    | 53.57 (Q) |                  |
| 3         | FRA Virginie Michanol   | 53.70     |                  |
| 4         | UKR Antonina Yefremova  | 53.97     |                  |
| 5         | NAM Tjipekapora Herunga | 55.40     | Recorde nacional |
| 6         | MYA Kay Khine Lwin      | 1:00.78   | Recorde pessoal  |

| Bateria 4 | Bateria 4                  | Bateria 4 | Bateria 4 |
| Pos.      | Atleta                     | Tempo     | Notas     |
| --------- | -------------------------- | --------- | --------- |
| DSQ       | RUS Tatyana Firova         | 52.67 (Q) | Doping    |
| 1         | JAM Novlene Williams-Mills | 52.73 (Q) |           |
| 2         | EST Maris Mägi             | 53.21 (q) |           |
| 3         | CZE Zuzana Hejnová         | 53.56     |           |
| 4         | SKN Tiandra Ponteen        | 53.89     |           |

### Semifinais
Estes são os resultados das semifinais. As 12 atletas classificadas foram divididas em duas baterias, se classificando para a final as três melhores de cada bateria (Q).
| Semifinal 1 | Semifinal 1                | Semifinal 1 | Semifinal 1          |
| Pos.        | Atleta                     | Tempo       | Notas                |
| ----------- | -------------------------- | ----------- | -------------------- |
| DSQ         | RUS Tatyana Firova         | 51.36 (Q)   | Doping               |
| 1           | JAM Novlene Williams-Mills | 51.77 (Q)   | Recorde da temporada |
| 2           | GUY Aliann Pompey          | 52.29 (Q)   |                      |
| 3           | BAH Christine Amertil      | 52.36       | Recorde da temporada |
| 4           | USA Deedee Trotter         | 52.55       |                      |
| 5           | EST Maris Mägi             | 53.30       |                      |

| Semifinal 2 | Semifinal 2            | Semifinal 2 | Semifinal 2      |
| Pos.        | Atleta                 | Tempo       | Notas            |
| ----------- | ---------------------- | ----------- | ---------------- |
| 1           | USA Debbie Dunn        | 52.08 (Q)   |                  |
| 2           | BUL Vania Stambolova   | 52.30 (Q)   |                  |
| 3           | BOT Amantle Montsho    | 52.30 (Q)   | Recorde nacional |
| 4           | RUS Natalya Nazarova   | 52.47       |                  |
| DSQ         | JAM Bobby-Gaye Wilkins | 52.59       | Doping           |
| 5           | CZE Denisa Rosolová    | 52.92       |                  |

### Final
Estes são os resultados da final:
| Pos.              | Atleta                     | Tempo | Notas                |
| ----------------- | -------------------------- | ----- | -------------------- |
| Medalha de ouro   | USA Debbie Dunn            | 51.04 |                      |
| DSQ               | RUS Tatyana Firova         | 51.13 | Doping               |
| Medalha de prata  | BUL Vania Stambolova       | 51.50 | Recorde da temporada |
| Medalha de bronze | BOT Amantle Montsho        | 52.53 |                      |
| 4                 | GUY Aliann Pompey          | 52.75 |                      |
|                   | JAM Novlene Williams-Mills | DNF   |                      |

Legenda
| Recorde mundial       | Recorde mundial (World record)               |                       | Recorde africano                      | Recorde africano (African) |                                           | Q | Classificado por posição (Qualified) |
| Recorde do campeonato | Recorde do campeonato (Championship record)  | Recorde da América    | Recorde da América (Americas)         | q                          | Classificado por melhor tempo (Qualified) |   |                                      |
| Melhor marca do ano   | Melhor marca do ano (World leading)          | Recorde asiático      | Recorde asiático (Asian)              | DNS                        | Não largou (Did not start)                |   |                                      |
| Recorde nacional      | Recorde nacional (National record)           | Recorde europeu       | Recorde europeu (European)            | DNF                        | Não terminou (Did not finish)             |   |                                      |
| Recorde pessoal       | Recorde pessoal do atleta (Personal best)    | Recorde da Oceania    | Recorde da Oceania (Oceania)          | DSQ / DQ                   | Desclassificado (Disqualified)            |   |                                      |
| Recorde da temporada  | Recorde da temporada do atleta (Season best) | Recorde sul-americano | Recorde sul-americano (South America) | NM                         | Sem marca (No mark)                       |   |                                      |